# R/V Lance
R/V Lance var ett norskt polarforskningsfartyg för Norsk polarinstitutt i Tromsø.
Lance sjösattes 1978 som ett kombinerat fiske- och transportfartyg för polarhav. Norges Sjøkartverk köpte henne 1981, varefter hon byggdes om till forsknings- och expeditionsfartyg. Hon byggdes om också 1992 för att kunna fungera för forskningsexpeditioner i Antarktis och i Arktis. Hon var till 1994 i tjänst för Norges Sjøkartverk, Norsk polarinstitutt och andra institutioner. Norsk polarinstitutt övertog ägandeskapet 1994. R/V Lance användes 1995–2000 också under delar av året av Kystvakten i Barents hav.
Norsk polarinstitutt tog henne ur tjänst 2017. Hon ersattes av R/V Kronprins Haakon 2018.